# 劉駿霆
劉駿霆（1999年3月21日—）是臺灣男子籃球運動員，主打小前锋位置，最後效力於P. LEAGUE+台鋼獵鷹。

## 早年生活
劉駿霆母親為阿美族，因此具有一半的原住民血統，優異彈跳力使他在國二時即可灌籃。

## 高中生涯
劉駿霆高中加入能仁家商，在積極努力的練球後，於高三成功登錄球隊的12人名單出賽HBL。

## 大學生涯
高中畢業後劉駿霆加入健行科大，並且在健行男籃共同獲得兩座UBA冠軍，也在T3BA 3X3六都爭霸戰當中發揮優異的彈跳力，於台中站及桃園站連兩站獲得灌籃王。
2023年6月自美和科技大學運動與休閒管理系碩職班畢業。

## 職業生涯
2021年7月參加P. LEAGUE+新人選秀會，在第二輪第2順位被高雄鋼鐵人選中，同年8月參加T1聯盟新人選秀會，在第四輪被臺南選中。同年10月，劉駿霆出現在臺南台鋼獵鷹公佈的首批本土球員名單當中。
2023年2月28日，劉駿霆在T1聯盟灌籃大賽以一記飛越霍華德的灌籃奪得滿分110分，拿下灌籃大賽冠軍。10月11日，臺南台鋼獵鷹宣布劉駿霆離隊。同日，劉駿霆加盟B2聯賽青森熱力。
2024年7月2日，臺南台鋼獵鷹宣布劉駿霆回歸球隊。

## 國家隊生涯
高三時劉駿霆與吳沛嘉、張鎮衙、譚傑龍共同參加亞洲盃U18三對三籃球賽取得亞軍。2022年7月因為確診COVID-19無緣代表中華男籃參加2023年世界盃籃球賽亞洲區資格賽第一輪的三階段賽事。

## 外部連結
- 劉駿霆的Instagram帳戶
- 劉駿霆在fiba.basketball（英语）
- 劉駿霆在fiba3x3.com（英语）
- 劉駿霆在B.LEAGUE官網（日语）
- 劉駿霆在P. LEAGUE+官網
- 劉駿霆在Eurobasket.com（球員）（英语）
- 劉駿霆在Proballers（英语）
- 劉駿霆在RealGM（英语）
- 劉駿霆在Flashscore（英语）